# Cantonul Valence-d'Albigeois
Cantonul Valence-d'Albigeois este un canton din arondismentul Albi, departamentul Tarn, regiunea Midi-Pyrénées, Franța.

## Comune
- Assac
- Cadix
- Courris
- Faussergues
- Fraissines
- Lacapelle-Pinet
- Lédas-et-Penthiès
- Le Dourn
- Padiès
- Saint-Cirgue
- Saint-Julien-Gaulène
- Saint-Michel-Labadié
- Trébas
- Valence-d'Albigeois (reședință)